# Hács
Hács község Somogy vármegyében, a Fonyódi járásban.

## Fekvése
Hács község Somogy vármegyében, Külső-Somogy északi részén, Fonyódtól 14, Lengyeltótitól 6 kilométerre délkeletre helyezkedik el.
A Dunántúl észak-somogyi részét a Kapos-völgye és a Balaton között már régóta Külső-Somogy néven ismerik.
Domborzatára jellemző, hogy a nyugati részén a párhuzamos hosszanti völgyek közé fogott Gamási-hát megszakítás nélkül halad a Balatontól a Kapos völgyéig.
A Gamási-hát a Külső-Somogyi dombság leghosszabb és legszélesebb része. Szélessége 5-10, hosszúsága 30–35 kilométer. Elkeskenyedő északi részén alakultak ki a legmagasabb tetők 260-280 méter magasság között. Dél felé fokozatosan 180-200 méterre alacsonyodik. Nyugati része lépcsőzetesen, szelíd lejtőkkel tekint a Nagy-Berek felé. 
Ezeken a lankás lejtőkön és a lábuknál fekvő völgyben helyezkedik el délről északra haladva Hács, Gyugy, Szőlősgyörök, Szőlőskislak. Jellemző még, hogy mintegy láncra fűzi a településeket a Hács határában eredő Jamai-patak, amely aztán Balatonboglár nyugati részén ömlik a Balatonba.
A Gamási-hátat a jégkorszak idején keletkezett hullópor, a lösz alkotja. Keresztül-kasul szelik a vízmosások, népiesen horgok. Ezek tulajdonképpen 2-10 méter mélységű, néhol közel függőleges falú mélyutak. A horgok falát agyag, vörös és sárga konkréciós iszap és dolomitmurvák alkotják. Ezek adják a táj igazi különleges jellegét. 
Szép példája ennek Hácson a Csapásnak nevezett horog, amely a falu központjától kapaszkodik fel a Somogybabodra vezető úton.
Hácsot aszfaltos úton Lengyeltótiból lehet megközelíteni, a 6711-es útból még a városközpontban keletnek kiágazó 67 115-ös számú mellékúton. Amint a kéktói emelkedőn kiérünk és a fenyvest elhagyjuk, gyönyörű kép tárul a szemünk elé. Erdők által övezett kis ékszerdobozt pillantunk meg. A Hács táblához érkezve balra Putendára és Béndekre vezet az út, az éles jobb kanyar után pedig máris a Fő utcában vagyunk. A falu központja a jobbra lévő evangélikus templom után 100 méterre következik. Itt ha balra térünk, a katolikus templomhoz és a temetőhöz jutunk, ha egyenesen megyünk, Gárdonyba vezet az út. Jobbra tartva a Dózsa, majd a Diófa utcába, azon túl pedig Kisberénybe juthatunk.
A község három részből, Hács faluból és két külterületből, a ma már lakatlan Béndek pusztából és a lassan üdülőfaluvá váló Gárdony pusztából áll. Hács falu két jól elkülöníthető, gyakorlatilag különálló része Putenda (1849-1936-ig Pettend puszta) és Hács. Ez utóbbi három falurészre tagozódik: Alsó – és Felsőhácsra valamint Újutcára.
Az első világháború utáni évekig Hács elnevezés alatt két falut értettek, Kishácsot és Nagyhácsot.

## Története

### Középkor
A középkori Ács (akkori írásmóddal: Alchy) község tekinthető a mai település ősének, amely a török időkben alatt kihalt, de fennmaradt Keleti(Ács)-puszta és Hács-puszta (major) néven egy-egy majorság, amelyek a mai falu mellett, egymástól körülbelül 4 kilométerre helyezkedtek el. Akkoriban Hács megnevezés alatt a két puszta közötti, zömében erdős területet értették. Keleti-puszta később Kishács, Hács-major pedig Nagyhács lett. Kishács az 1920-as évek végére elnéptelenedett, lakói Hácsra költöztek.
A környék legjelentősebb települését, a mai Béndek-puszta elődjét Bennuk, majd Terra Bendek alakban írták. Már az ókorban lakott volt, később germánok, majd avarok éltek itt. A 10. századtól magyar jobbágycsaládok lakhelye, Árpád-kori templomának maradványa ma is látható. A török korig jelentős település maradt, akkor kis híján kihalt. A 18. század során újra benépesült és virágzó gazdálkodás folyt a faluban az 1970-es évekig. 1983-ra lakói elköltöztek.
A késő középkorban Gardon alakban írt nevű falu állott a mai Gárdony-puszta helyén, amely a török alatt egy évszázadig lakatlan volt. A Rákóczi-szabadságharc után majorságként, cselédfaluként újra benépesült. 1946-ban lett igazán falu, amikor a földosztás után építési telkeket is kimértek, és a cselédség itt építkezhetett immár önálló gazdaként. A település az 1980-as években elnéptelenedett.
A pápai tizedjegyzék szerint a középkorban létezett egy Thuul írásmóddal feljegyzett nevű falu a mai Hács és Kisberény között. Sodak puszta helyén pedig egy Sutak nevű falu állott a középkorban plébániatemplommal, tehát jelentős szereppel bírt a környék életében. A környék legkisebb középkori települése Pettend volt, ami ugyancsak elnéptelenedett a hódoltság alatt. A helyén maradt fenn Pettend-puszta, a mai Putenda elődje.

### A betelepítés
Nagyhács falut az Inkey család telepítette be lutheránus német telepesekkel. A Tolnából, Bonyhád környékéről hívott telepesek eredetileg Hessen-Darmstadt és Württenberg hercegségekből származtak. Az uraság – Inkey Antal és felesége, Kiss Terézia – 1828. december 1-jén írták alá a harminc német zsellér családdal kötött szerződést, amely aratási és cséplési munkákra szólt, de a 15 pontból és egy kiegészítésből álló megállapodás a Hács-pusztán való letelepedésüket is részletekbe menően, pontosan szabályozta. Meghatározta a telepesek jogait és kötelezettségeit, a részükre juttatott telek nagyságát, a kedvezményeket, a kialakuló község számára szükséges ügyeket és az építendő házak elhelyezkedését is.
Először az utca (a mai Fő utca) keleti, a domboldal felé eső oldalát építették be, 1880-ban már a másik oldal déli részén is voltak épületek. A szerződés 15. pontja szabályozta a tanítónak juttatott kedvezmények körét. Első tanítójuk a német Ritzel György (Georgius Ritzl), aki tanult mester volt és már működött tolnai német településeken, több időszakban is tanított Hácson 1828 és 1858 között.
Kishácsot a Lengyel család telepítette be 1828-1829-ben. Lakói Tolnából és Veszprém vármegyéből származó evangélikus és római katolikus németek voltak. Ide költözött az addig a közeli Ácson lakó két-három katolikus magyar jobbágycsalád is.
Pettend-pusztát báró Fechtig Ferdinánd, a lengyeltóti uradalom bérlője telepítette be 1849-ben. Lakói Veszprém vármegyéből származó evangélikus és római katolikus németek, valamint magyarok lettek. Velük együtt ide költözött két-három rác (szerb, horvát) és egy zsidó család is. Lakóhelyüket az 1930-as évektől Putendának nevezték.

### A 19. század
Az 1849-es összeírás szerint Hács (Nagy- és Kishács) teljes lakossága német nemzetiségű, a 414 főből 400 protestáns, 14 katolikus vallású volt. 1853-ban 41 evangélikus települt be a már községgé fejlődött Nagyhács faluba. 1855-ben kolerajárvány pusztított a környéken, amely megtizedelte a lakosságot. Ebben az évben építették a torony nélküli evangélikus imaházat és az iskolát. Az épület ma már nem áll. Az imaházat az 1800-as évek végéig használták, majd az 1910-ben épített iskolában tartották az istentiszteleteket, az 1870-es évek végéig német, azután az egyik vasárnap német, a másikon magyar nyelven.
1860-ban Inkey Zsigmond elcserélte fonyódi és lengyeltóti birtokait gróf Zichy Nepomuk Jánossal, így lett Hács környékének birtokosa a Zichy család. 1867-ben tűzvész pusztított Hácson, a házak fele leégett. 1876-ban az Inkey család alapítványt hozott létre a Hácson letelepített német lakosság gyermekei számára. Az alapítvány a magyar nyelv elsajátításában kiemelkedő tanulókat jutalmazta, elősegítve a falu elmagyarosodását. Az evangélikus anyakönyvezés Hácson 1881-ben kezdődött. A század végére megerősödött az agrárszocialista mozgalom a faluban, a gazdák szerettek volna nagyobb földterülethez jutni, hogy gazdaságuk és a családjuk megélhetése biztosabb alapokra kerüljön.

### A 20. század
1905-ben nagy aratósztrájkot szerveztek az aratómunkások Hácson a Zichy birtokon, Gárdonyban a Jankovich-Bésán és Pettend pusztán a Niczky birtokon. Részeredményeket sikerült elérniük, de 35 sztrájkolót pénzbírsággal és elzárással büntetett Svastics főszolgabíró.
A falu 1907. augusztus 9-én lett önálló község, addig Lengyeltótihoz tartozott. A falu első bírója Moschbereger János György lett. Őt Ember Gábor, Koch Henrik, Fűzfa Kálmán, Kirner Sándor és Vogel Mátyás követte a bírói tisztségben. A körjegyzőség és a járásbíróság Lengyeltótiban volt továbbra is. A községet 6 tagú elöljáróság igazgatta.
Az Osztrák–Magyar Monarchiából a 20. század elején sokan vándoroltak ki a munkanélküliség, a szegénység és nyomor elől az Amerikai Egyesült Államokba, hogy ott keressék meg az itthoni megélhetésre valót. 1904 és 1914 között a hácsiak közül közel ötvenen próbáltak szerencsét Amerikában. Nagy részük még az első világháború előtt hazatért.
1910-ben új evangélikus iskola épült, a régit még ebben az évben lebontották. A lebontott régi imaház és iskola mellett álló míves harangláb az új templom 1936-os felépítéséig használatban maradt. Kiemelkedő, az idős hácsiak emlékezetében ma is élő lévita-tanítója volt a falunak Simon Lajos 1917-től 1948-ig. Az 1948-as államosítás után iskolaigazgatóként, a felső tagozatosokat tanította 1952-ig. A faluban 1878-tól római katolikus elemi iskola is működött, első tanítója Tóth Gyula kántortanító volt. A katolikusok kiemelkedő emlékezetű kántortanítója – 1928-tól 1948-ig – Kanizsai János volt. Az államosítás után két évig, 1950-ig még tanította az alsó tagozatos gyerekeket. A katolikusok haranglábja ott állt, ahol ma[mikor?] Paksaiék laknak. A templom felépítéséig (1953) volt használatban.
Az két világháború harcaiban a hácsi katonák hősiesen küzdöttek. Az első világégésben 21-en, a másodikban 31-en estek el a harcokban, sokan kerültek hadifogságba. Az elesetteknek emléket állító márványtáblák a római katolikus és az evangélikus templom bejáratánál találhatóak. Az első világháborús hadifoglyok 1918 végén kerültek haza, a második világháború hadifoglyai pedig 1946-1947-ben, sőt többen csak 1949 nyarán térhettek haza.
A két háború között az önálló község jelentős fejlődésnek indult. Az „amerikások” hazahozott keresménye, a háború utáni konjunktúra és kisebb mértékben a Nagyatádi–féle birtokrendezés (földosztás) révén kialakultak a kis- és közepes nagyságú parasztgazdaságok. Ezzel párhuzamosan az iparosság is megerősödött. A nagybirtokokkal együtt el tudták látni munkával a falu lakosságát. 1936-ban széles összefogással templomot épített az evangélikus gyülekezet. A második világháború után a falu gazdasága ismét jelentősen átalakult. A nagybirtokok megszűntek, az 1945 évi földosztással szinte mindenki birtokos lett, maga művelte a földjét. Sokaknak nem volt megfelelő eszköze és igavonó állata, ezért igénybe vették a korábban eszközökkel rendelkezők lehetőségeit, 1948 után a gépállomások traktorait, amiért terménnyel és munkával fizettek.
Hácson, Béndeken és Gárdonyban az első termelőszövetkezeti csoportok (1952-57) kettő, illetve öt év után szétmentek. 1948. júniusától állami iskolaként működtek tovább a felekezeti iskolák. 1951-ben átszervezték az államigazgatást, megalakult a községi tanács. A falu első tanácselnöke Vogel Mátyás, addigi bíró lett. Utódai: Bierer János, Schmidt Ferenc, Heizer János, Gál Sándor, Püspök István, Molnár Géza.
1952-ben a katolikusok nagy összefogással plébániát alapítottak és 1953-ban templomot építettek. A falu első plébánosa Balázsy Antal Máriusz ferences rendi szerzetes volt. 1958 novemberére, a hácsi búcsúra készült el a falu kultúrháza, amelynek építésére az egész falu és a falu ifjúsága összefogott.
1956. október 23-a forradalmi hangulatot hozott a faluba. 26-án felvonulást tartottak a hácsiak és kinyilvánították a forradalmárokkal és eszméikkel való szolidaritásukat. Forradalmi Bizottság elnököt és új tanácstitkárt választottak.
1957 elején iktatták be lelkészi hivatalába Madarász Istvánt, aki közel 40 évig szolgálta a hácsi evangélikus gyülekezetet, ő szervezte a templom felújítását.
1959-ben szervezték meg a hácsi Béke Termelőszövetkezetet – első elnöke Nagy Lajos volt – amely nagy nehézségekkel küszködve gazdálkodott. 1969. január 1-jén a lengyeltóti Somogy Népe Tsz-be olvasztották. Ezzel egy időben megszűnt a Községi Tanács is, Nagyközségi Közös Tanács alakult Lengyeltóti központtal. A falu elveszítette 1907-ben szerzett önállóságát mind közigazgatási, mind gazdasági értelemben.
Az ötvenes évek végétől kezdődően, de leginkább a hatvanas-hetvenes években a falu ifjúságának nagy része felsőbb iskolákba iratkozott, azokat elvégezve már csak kevesen jöttek haza, elköltöztek. Máshol keresték a boldogulást, a falu már sem gazdasági, sem társadalmi – erkölcsi szempontból nem tudta az addig megszokott biztonságot nyújtani nekik. 1969-ben megszűnt a hácsi iskola felső tagozata, majd az alsó tagozata is, a diákok a lengyeltóti iskolába jártak be tanulni.

### A rendszerváltás után
1990-ben önkormányzati és polgármester választások voltak. A falu első polgármestere Pappné Környei Ilona volt. Őt Mózer Gyula, Németh Jánosné Csizmadia Zsuzsanna, Mátrai Gabriella, Molnárné Kubik Zsuzsanna követte a tisztségben.
A rendszerváltás újra fordulatot hozott a falu életében, amelynek nyomán a falu újra fejlődhet. A kárpótlással, vásárlással és bérlet útján kisebb-nagyobb földterülethez jutott vállalkozók beindították a falu gazdaságát és problémákkal küszködve ugyan, de működnek. A falu határában intenzív mezőgazdasági művelés folyik, nagy gyümölcsöst telepítettek, a régi tsz-major helyén jól működő, egyre fejlődő borjúnevelő telep létesült. Csökkent a ’90-es évek elejének katasztrofális mértékű munkanélkülisége. A jó termőföldek és a vállalkozások eltarthatják a megfogyatkozott számú családokat. Ismét két élelmiszer bolt működik a faluban. A rendszerváltást követően iskolát építettek, de kényszerűen kihasználatlan maradt, ezért az épületet gazdasági célokra bérbe adták. Az óvodában magas színvonalú pedagógiai munka folyik. Az anyakönyvek tanúsága szerint valamelyest nőtt a születések és a keresztelések száma. Hácsot – joggal – újraéledő falunak tartják.

## Közélete

### Polgármesterei
- 1990–1993: Pappné Környei Ilona (független)[19]
- 1993–1994: Mózer Gyula
- 1994–1998: Németh Jánosné Csizmadia Zsuzsanna (független)[20]
- 1998–2002: Németh Jánosné (független)[21]
- 2002–2006: Kiss Károlyné (független)[22]
- 2006–2010: Mátrai Gabriella (független)[23]
- 2010–2014: Molnárné Kubik Zsuzsanna (Fidesz-KDNP)[24]
- 2014–2017: Molnárné Kubik Zsuzsanna (Fidesz-KDNP)[25]
- 2017–2019: Csökli Orsolya (független)[26]
- 2019–2024: Csökli Orsolya (független)[27]
- 2024– : Kiss-Csökli Orsolya (független)[1]

A településen 1993. március 14-én időközi polgármester-választás zajlott, melynek részletes eredményadatai még tisztázást kívánnak.
A településen 2017. július 16-án időközi polgármester-választást tartottak, az előző polgármester lemondása miatt.

## Népesség
A település népességének változása:
| Lakosok száma | 398  | 398  | 386  | 333  | 358  | 368  | 356  |
|               | 2013 | 2014 | 2015 | 2021 | 2022 | 2023 | 2024 |

A 2011-es népszámlálás során a lakosok 93,8%-a magyarnak, 5,6% cigánynak, 0,3% horvátnak, 0,5% németnek mondta magát (4% nem nyilatkozott; a kettős identitások miatt a végösszeg nagyobb lehet 100%-nál). A vallási megoszlás a következő volt: római katolikus 55,5%, református 3,2%, evangélikus 22,3%, felekezet nélküli 13,4% (5,4% nem nyilatkozott).
2022-ben a lakosság 86,9%-a vallotta magát magyarnak, 3,4% németnek, 0,6% cigánynak, 0,3% románnak, 2,2% egyéb, nem hazai nemzetiségűnek (9,8% nem nyilatkozott; a kettős identitások miatt a végösszeg nagyobb lehet 100%-nál). Vallásuk szerint 31% volt római katolikus, 12,8% evangélikus, 0,8% református, 0,6% egyéb keresztény, 1,7% egyéb katolikus, 27,4% felekezeten kívüli (25,7% nem válaszolt).

## Nevezetességei

### Evangélikus templom
1936. október 18-án szentelték fel az evangélikus gyülekezet templomát. A magyaros jellegű toronyalakítású, falusi házakra emlékeztető oromfal vonalú és bejáratú kis templomot egyszerű, sima falazással építették meg. Az építkezés során felekezettől függetlenül összefogott az egész falu. Tornyában három harang lakik. A kisharang a templom építéséig a haranglábon volt, Weibert Péter öntötte Pécsett 1840-ben. A középső harangot Walser Ferenc öntötte Budapesten 1925-ben. A 134 kg-os nagyharang 2005 óta lakik a toronyban. Említést érdemel a feltámadott Jézust a tanítványai körében ábrázoló oltárkép. Festője Benedek Anna diakonissza, a Pálvölgyi testvérek (János, Béla, Gyula) adománya. Az orgonaharmóniumot 1951-ben vásárolta a gyülekezet. A templom a Fő utcában található.

### Katolikus templom
A katolikus templom építését 1949-ben kezdték és 1953-ban szentelték fel Árpád-házi Szent Erzsébet tiszteletére. A templom építésére felekezettől függetlenül ismét összefogott a falu apraja-nagyja. Szép freskók örökítik meg az építés folyamatát a templom szentélyében. A hajóban pedig valóságos képregény számol be Szent Erzsébet életéről. A freskók a ferences rendi Forró Dezső Kamil alkotásai. Tornyában két harang lakik, a kisharang a régi haranglábról származik. A nagyharangot Zichy Béla gróf adományozta az édesapja, Zichy Nepomuk János által alapított katolikus iskola haranglábjára 1913-ban. A neoromanikus stílusú kis templom a falu központjától 100 méterre, keletre található.

### Béndeki középkori kápolna és klasszicista templom

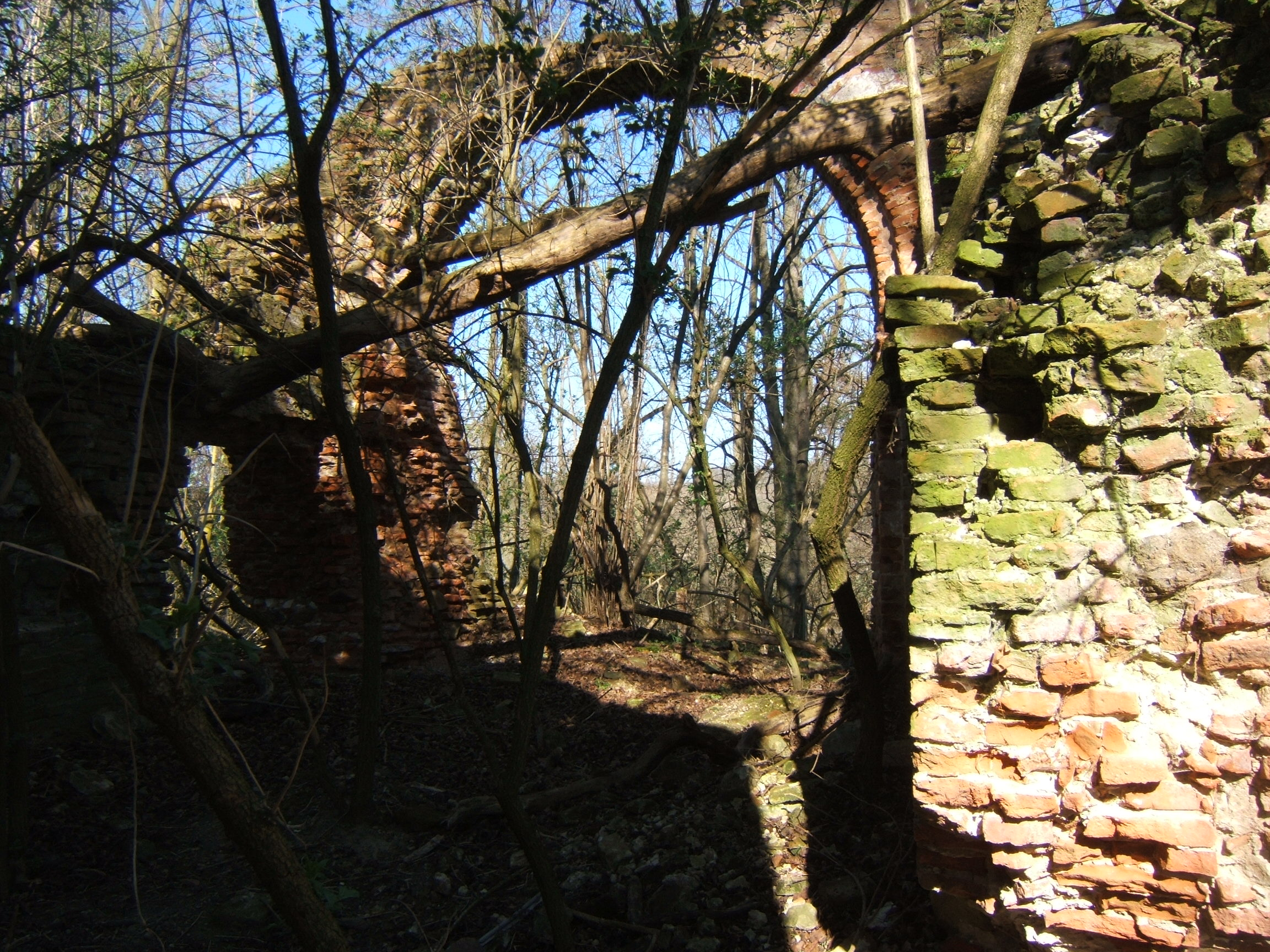
A béndekpusztai középkori templom romja

A Béndek-pusztai 12. vagy 13. századi gótikus kápolna a török időben a faluval együtt elpusztult, de a romjai még láthatóak. 1590 körül, a török dúlás elől a kápolnába menekült a lakosság. Egy portyázó török csapat rájuk gyújtotta a tetőt, mindnyájan meghaltak. A rom mellett áll az 1857-ben felszentelt és az 1970-es évek végéig használt kis klasszicista templom, amelyet részben a régi kápolnára építettek, így az altemplomul szolgált. A törökök által elpusztított béndekiek csontjait az altemplomban kialakított osszáriumban helyezték el a 19. századi építők.
A templom a több mint harmincéves magánya alatt nagyon rossz állapotba került. Felújítását – Molnár Zoltán kántor és segítői lelkes szervező munkája eredményeként – 2009-ben kezdte meg a katolikus közösség. 2011. június 25-én hálaadó szentmisét mutatott be Gyuriga Károly plébános úr a részben felújított, új tetőzetet kapott templomnál, amelyen közel százan vettek részt. A szervezők hagyományteremtő szándéka szerint ezután minden év szeptemberének harmadik szombatján, a béndeki búcsú napjához közeli időpontban tartják meg a béndekiek találkozóját.

### Gárdony-pusztai kőkereszt és a halastó
A kereszt a halastó partján található, az 1946-ban elbontott kápolna helyét jelzi. A kápolnát a 19. század első felében, egy cselédház részeként építtette a földesúr. Kicsi kápolna volt, az oltáron kívül egy Szűzanya szobor, egy harmónium és néhány pad volt a berendezése. Minden vasárnap litániát, sátoros ünnepeken szentmisét tartottak itt, amelyen rendszerint részt vett a puszta teljes lakossága. A II. világháború után a cselédházakkal együtt a kápolnát is elbontották. 1946 után a kőkeresztnél tartották a miséket és más szertartásokat, rendezvényeket. 2009 óta itt rendezik meg a volt gárdonyiak találkozóját.
A halastó és környéke csodálatos természeti és turisztikai látványosság, a szépen rendben tartott környezet pedig kivételes lehetőség a kikapcsolódásra, pihenésre.

## Képek

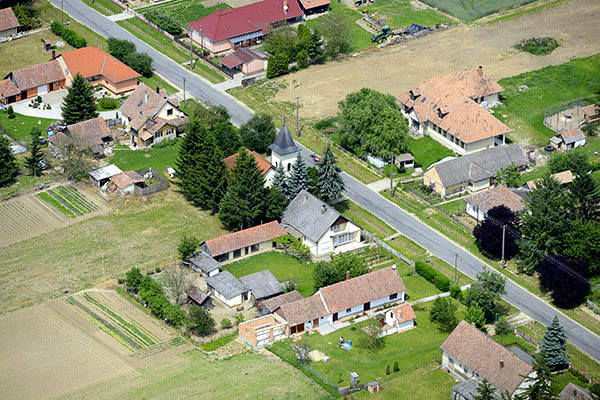
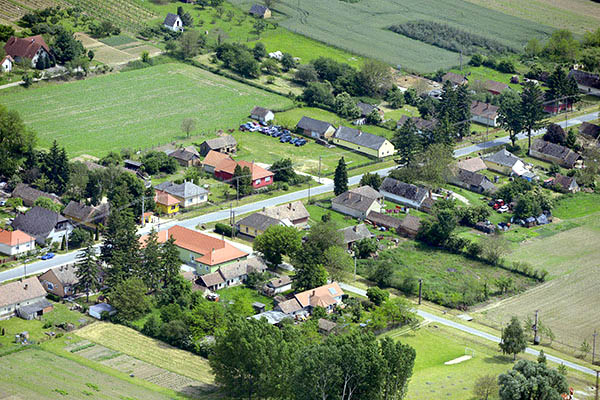
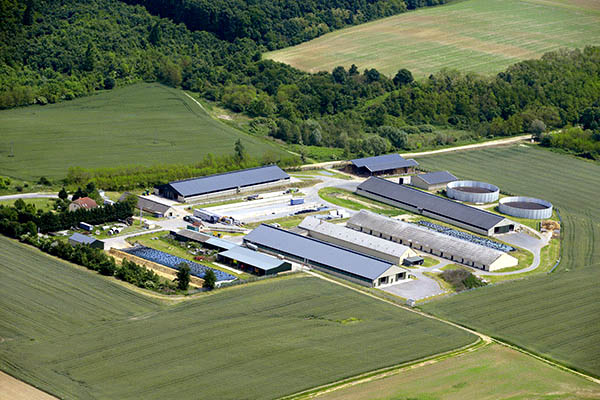
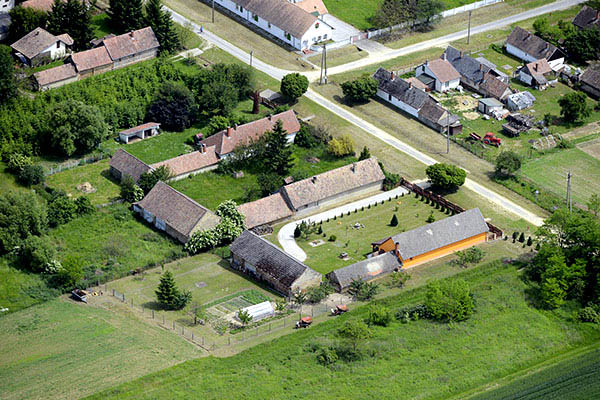